# دان ماير (لاعب كرة قاعدة أمريكي)
دان ماير (بالإنجليزية: Dan Meyer)‏ هو لاعب كرة قاعدة أمريكي، ولد في 3 أغسطس 1952 في هاملتن في الولايات المتحدة.

## وصلات خارجية
- دان ماير على موقعبيزبول رفرنس.كوم (الدوري الرئيسي) (الإنجليزية)
- دان ماير على موقعبيزبول رفرنس.كوم (الدوري الثانوي) (الإنجليزية)